# 白德林河

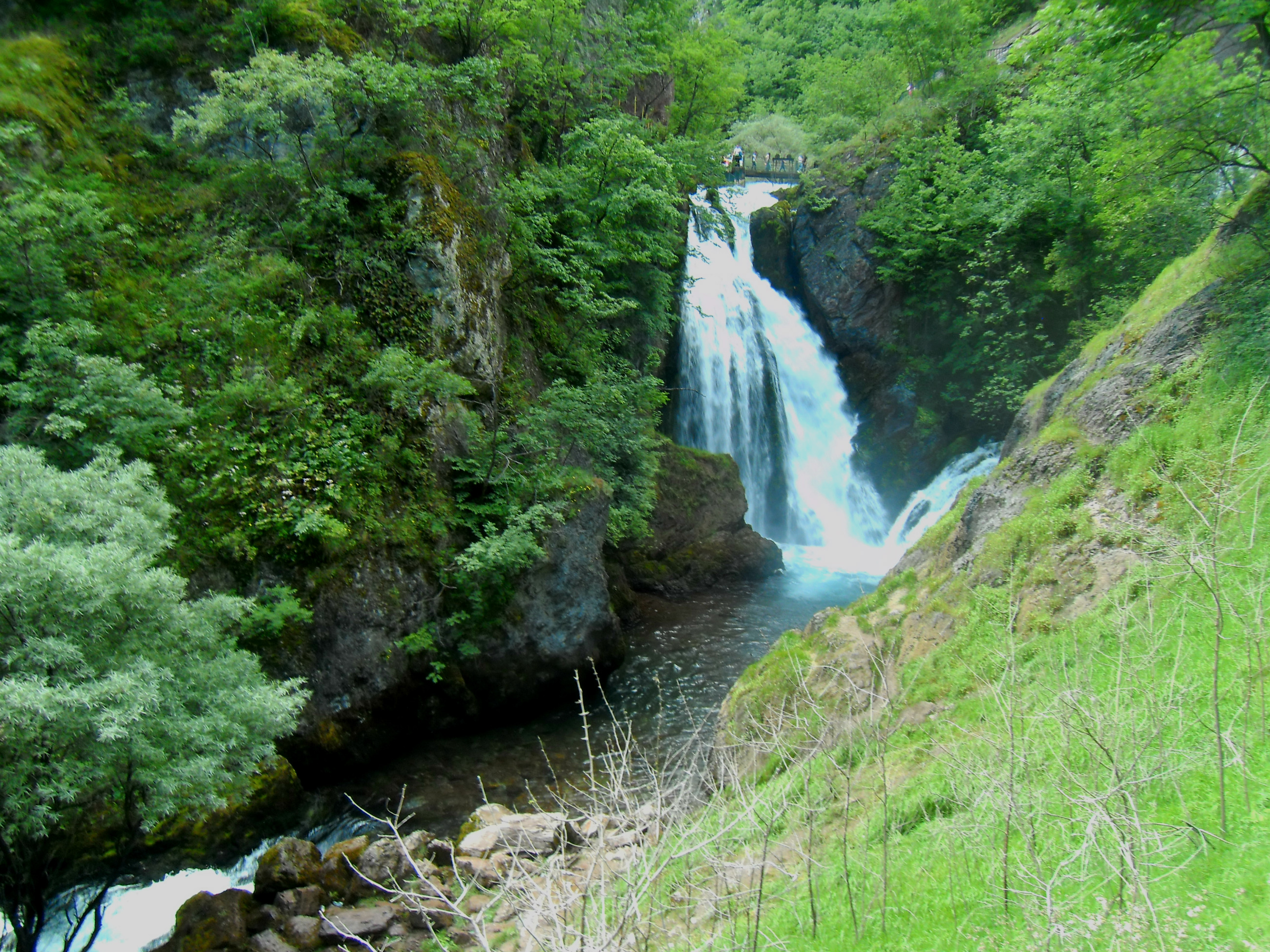

42°5′30″N 20°23′41″E / 42.09167°N 20.39472°E
白德林河，是東南歐的河流，位於科索沃和阿爾巴尼亞，在庫克斯與黑德林河匯流成為德林河，河道全長136公里，流域面積4,964平方公里。